# Tirésias (bande dessinée)
Pour les articles homonymes, voir Tirésias (homonymie).
Tirésias est une bande dessinée française scénarisée par Serge Le Tendre, dessinée par Christian Rossi et publiée initialement en deux volumes aux éditions Casterman en 2001. Elle s'inspire librement de la mythologie grecque pour relater la jeunesse de Tirésias et la manière dont il devient devin.

## Résumé

### Première partie:L'Outrage
L'intrigue se déroule dans une Grèce antique mythologique où les dieux et les créatures de la mythologie grecque existent réellement. Tirésias est un jeune homme qui vit à Thèbes. Il a tout pour lui : beauté, intelligence, courage. Sa grande beauté lui attire les faveurs des jeunes femmes et des éphèbes, et il l'utilise pour multiplier les conquêtes, féminines comme masculines. Mais Tirésias est un jeune homme insensible, égoïste et sans scrupules. Il rejette sans nuance le jeune Calypto, très amoureux de lui. Et il ne craint pas de se faire des ennemis, dont Glaucon, guerrier plus vantard que courageux.
Un jour, Tirésias va trop loin et tente de violer une inconnue... qui s'avère être une prêtresse du temple d'Athéna. Tirésias, sans le vouloir, a outragé la déesse. Un peu plus tard, alors qu'il s'est éloigné dans la campagne, il est attaqué par deux serpents et, sans trop savoir comment, se retrouve métamorphosé en femme. Tirésias a beau supplier Athéna, rien n'y fait : la déesse lui annonce qu'il ne pourra retrouver sa forme d'origine que lorsqu'il saura se sacrifier pour sauver l'être auquel il tiendra le plus au monde.
Tirésias revient à Thèbes, honteux, et met à profit la discrétion de sa servante afin de justifier la disparition du Tirésias homme et de s'inventer un nom et une identité en se faisant passer pour sa propre sœur, Thya (laquelle, en réalité, est morte peu de temps auparavant). Ayant conservé sa grande beauté, Tirésias attire désormais aussi l'attention des hommes mûrs, et découvre à quel point les soi-disant séducteurs peuvent s'avérer pénibles. Il peine à refaire sa vie sous sa nouvelle identité et regrette les privilèges liés à sa masculinité perdue : en tant que femme, il n'a plus voix au chapitre dans les affaires des hommes de Thèbes. Néanmoins, Calypto, le jeune éphèbe qui était tombé follement amoureux de lui au temps où il était encore un homme, tombe à nouveau amoureux de lui sous son aspect féminin. Éperdument amoureux, il le supplie de lui faire confiance et de l'épouser. Tirésias finit par accepter.

### Seconde partie:La Révélation
La cité de Thèbes se prépare à entrer en guerre contre la cité voisine d'Orchomène. Tirésias, devenu Thya, est toujours en couple avec Calypto, auquel elle s'attache de plus en plus. Elle compte lui révéler le secret de son identité. Mais Glaucon, rival principal de Tirésias au temps où il était un homme, a appris la véritable identité de Thya par la déesse Athéna et tente de faire chanter Thya pour acheter son silence. Thya doit défendre Calypto mais ne fait qu'accroître la haine de Glaucon envers eux deux. Peu après, elle comprend qu'elle est enceinte de Calypto.
Des années plus tard, Tirésias a enfin retrouvé un train de vie stable et s'est épanoui en tant que femme. Tout laisse penser qu'il est définitivement devenu Thya. Calypto est toujours aussi attentionné et Thya. Thya s'occupe de sa fille Manto. Mais un jour, Glaucon les retrouve et enlève Thya. Dans le conflit qui suit, Glaucon lance un ultimatum à Thya/Tirésias, s'il le laisse profiter de son corps il laissera la vie sauve à Manto. Thya accepté de se faire violer pour sauver sa fille. Athena ayant été témoin de la scène elle annule le sort jeté car ses exigences sont remplies : Thya se métamorphose de nouveau et redevient Tirésias. Mais de ce fait, en un instant, il perd à nouveau toute la vie qu'il avait réussi à construire. Manto ne reconnaît pas sa mère redevenue homme. Tirésias, ne réussissant pas a tout avouer a son mari, retrouve alors Calypto et lui annonce la mort de Thya. Puis, profondément affligé, Tirésias se retire dans la montagne pour y vivre une vie de berger solitaire.
Enfin, un jour, Tirésias reçoit la visite d'un vieil homme et d'une vieille femme qui sont au courant de son aventure. Ils lui demandent de trancher leur dispute pour savoir qui, de l'homme ou de la femme, éprouve le plus de plaisir dans l'acte sexuel. Ils se rend compte qu'il s'agit de Zeus et Héra. Tirésias decide alors de répondre honnêtement à leur question et indique que le plaisir masculin ne représente qu'un dixième du féminin. Héra, furieuse que Tirésias ait révélé le secret de son sexe, frappe Tirésias de cécité pour le châtier. Pour atténuer ce châtiment qu'il ne peut défaire, Zeus confère à Tirésias le pouvoir de prédire l'avenir. Ainsi Tirésias devient devin. Sa première révélation sera destinée à sa famille a laquelle il révélera son secret.

## Éditions
Tirésias paraît en 2001 aux éditions Casterman en deux volumes : L'Outrage (janvier 2001) et La Révélation (octobre 2001). En 2011, une intégrale est éditée chez Dargaud, augmentée d'un cahier graphique comprenant des croquis et des études préparatoires de Rossi.
- 1 L'Outrage, Casterman, janvier 2001
Scénario : Serge Le Tendre - Dessin et couleurs : Christian Rossi -  (ISBN 2-203-38959-1)
- 2 La Révélation, Casterman, octobre 2001
Scénario : Serge Le Tendre - Dessin et couleurs : Christian Rossi -  (ISBN 2-203-38982-6)[2]
- Tirésias. Intégrale, Dargaud,  (ISBN 978-2-205-06734-7), avril 2011
Scénario : Serge Le Tendre - Dessin et couleurs : Christian Rossi

## Accueil critique
Sur le site Internet BDParadisio, Thierry Bellefroid donne une critique très favorable des deux tomes de Tirésias. Au moment de la parution du premier tome, il le compare favorablement à La Gloire d'Héra, une précédente bande dessinée des mêmes auteurs qui se déroulait également en Grèce antique : il juge que le dessin de Christian Rossi a beaucoup progressé depuis cette précédente BD déjà réussie et en apprécie le « dessin vigoureux, plus réaliste, plus personnel aussi (...) et magnifiquement mis en couleurs ». Il estime que le scénario de Serge Le Tendre est également très réussi et se situe dans la lignée des quêtes qu'il a précédemment scénarisées (La Quête de l'oiseau du temps) mais transposé à l'échelle du destin d'un individu en quête d'identité. Le second tome lui paraît également très réussi : il estime que le dessin de Rossi « (joue) davantage la carte des aplats et de la lisibilité maximum », tandis que le scénario de Le Tendre redonne du rythme à l'intrigue grâce à l'évolution du personnage de Tirésias et aux retournements de situation en cours d'album. Selon lui, les deux auteurs ont su « renouveler un genre à bout de souffle » (il se réfère aux bandes dessinées majoritairement historiques et au dessin statique situées en Grèce ancienne, notamment Alix l'intrépide).
Dans une critique parue sur le site bédéphile Planète BD en 2003, Arnaud d'Ussel donne un avis positif sur le second tome. Le premier tome lui avait paru « simplement honnête » mais il apprécie la façon dont le second renouvelle l'intrigue, en employant le procédé classique des interventions divines dans la vie des hommes qui remonte aux épopées homériques et en donnant à Christian Rossi l'occasion d'œuvrer dans la représentation des corps humains, domaine dans lequel le dessinateur est à l'aise. Il apprécie enfin le choix de couleurs chaudes pour représenter l'ambiance de la Grèce antique.